# Myiozetetes cayanensis
Myiozetetes cayanensis là một loài chim trong họ Tyrannidae.